# Achurjan-Talsperre
Die Achurjan-Talsperre (armenisch Ախուրյանի ջրամբար) oder Arpaçay-Talsperre (türkisch Arpaçay Barajı) befindet sich am Fluss Achurjan (Arpaçay Nehri) an der armenisch-türkischen Grenze.
Die Achurjan-Talsperre wurde in den Jahren 1975–1983 südsüdwestlich der armenischen Stadt Gjumri errichtet.
Sie dient der Bewässerung und dem Hochwasserschutz.
Das Absperrbauwerk ist eine 50,6 m hohe Gewichtsstaumauer aus Beton.
Sie besitzt ein Volumen von 180.000 m³.
Der 18 km lange Stausee bedeckt bei Normalstau eine Fläche von 41,8 km². Das Speichervolumen beträgt 525 Mio. m³. Neben dem Achurjan münden noch die Flüsse Karahan Çayı und Kars Çayı von Westen kommend in den Stausee.